# Veress Pál (festő, 1920–1999)
Veress Pál (Budapest, 1920. április 9. – Budapest, 1999. május 7.) magyar festő, grafikus, Veress Pál matematikus fia. A magyar absztrakt képzőművészet egyik kiemelkedő képviselője, a Széchenyi Irodalmi és Művészeti Akadémia tagja.

## Életpályája
Felsőfokú tanulmányokat folytatott a Magyar Képzőművészeti Főiskolán (1938-1943), ahol Szőnyi István volt a mestere. Képzőművészeti tanulmányaival párhuzamosan a budapesti egyetemen is képzettséget szerzett archeológiából, néprajzból és művészettörténetből. Kassák Lajos Alkotás c. lapját szerkesztette, annak megszűnte után, a fordulat évében (1948) az MTI-ben helyezkedett el fordítói, újságírói beosztásban, 1949-1954-ig nem szerepelt műveivel kiállításokon. Újságírói pályáját nem hagyta abba a képzőművészeti életbe való visszatérése után sem, a Világgazdaság című folyóirat szerkesztői állásából vonult nyugalomba 1980-ban.
Kezdő képzőművészként fauve-os, figurális képeket alkotott, későbbi absztrakciói eredményeképp figurái már csak utalásszerűen emlékeztettek emberekre vagy állatokra, ezeket a figurákat a szerző bálványoknak nevezte. Kezdetben komor, később élénkebb, barátságosabb színekkel dolgozott. Megmerevedett bálványaiból egyre színesebb, elevenebb, aktívabb figurák lettek (Szemtelenkedő, farostlemez, salzb. relief 100×56 cm, 1988; Szertartás 1, olaj, vászon, 90×60 cm, 1995; Tállyai tündér, olaj, farost, 80×60 cm, 1996). Olyan egyéni technikákat dolgozott ki, amelyek segítségével legyőzhette a két dimenziót, s képeit három dimenzióban jeleníthette meg. Főbb technikái az olaj- és temperafesték mellett: domború "salakrelief"ek, fanyomatok, kollázsok, síkplasztikák,  assemblage-ok, monokróm és színes fametszetek, gyakorlatilag a 20. századi absztrakt képzőművészet kelléktára.

## Kiállításai (válogatás)[3]

### Egyéni
- 1948 • Fővárosi Népművelési Központ
- 1949 • Fiatal Művészek Klubja, Budapest
- 1954 • Akvarell-kiállítás, MTI
- 1955 • Tudományos Ismeretterjesztő Társulat Eötvös Klub, Budapest (Kühner Ilsével)
- 1956 • Múzeum, Túrkeve
- 1960 • Palzetto Rosso, Genova
- 1961 • Gh. Dej Hajógyár Dolgozók Klubja
- 1963 • Derkovits Terem, Budapest
- 1965 • Galerie de l'Université, Párizs
- 1969 • Bálványok, Fényes Adolf Terem, Budapest • Kunst im Gegenwind, Erfurt
- 1971 • Ateliergemeinschaft, Erfurt • Ferencvárosi Pincetárlat, Budapest
- 1973 • Három budapesti festő Bálint Endrével, Papp Oszkárral], Columbia Egyetem, New York
- 1975 • Janus Pannonius Tudományegyetem KISZ-klub, Pécs
- 1977 • Színház téri Kiállítóterem [Papp Oszkárral], Pécs • Bartók Béla Művelődési Központ, Szeged • Fényes Adolf Terem, Budapest • Nehézipari Műszaki Egyetem, Miskolc
- 1979 • Magyar Nemzeti Galéria, Budapest • KISZ-klub, Szeged • Lila Iskolai Galéria, Budapest • Művelődési Központ, Tiszakécske
- 1981 • Ferencvárosi Pincetárlat, Budapest • St. Nicolai-Kirche, Lipcse
- 1982 • Erzsébetvárosi Kisgaléria • Kleine Galerie im Keller, Potsdam-Babelsberg • Galerie in der Steinstrasse, Brandenburg tartomány • Galerie in Zentrum, Luckenwalde, Németország
- 1984 • Újpesti Minigaléria, Budapest
- 1985 • Kreuzkirche, Drezda
- 1986 • Ernst Múzeum, Budapest • Jókai Klub, Budapest • Toldy Ferenc Kórház, Cegléd
- 1987 • Harvard Kör, Newton (USA) • Gulácsy Galéria, Budapest
- 1988 • Óbudai Pincegaléria, Budapest • Fővárosi Népművelési Központ
- 1989 • Fővárosi Művelődési Ház, Budapest
- 1991 • Gulácsy Galéria, Budapest
- 1992 • Angelika Sarokasztal, Budapest
- 1993 • Budapesti Történeti Múzeum, Budapest
- 1997 • Vigadó Galéria, Budapest • Polgár Galéria, Budapest
- 1998 • Podmaniczky Terem • Uszadékfa-kiállítás, Könyvtár, Zebegény
- 1999 • Francia Intézet, Budapest • Fanyomat-kollázsok, Hegyvidék Galéria, Budapest • Kassai Vidor Galéria, Vác • Szőnyi István Múzeum, Zebegény
- 2000 • MTA, Budapest (emlékkiállítás) • Sziget Galéria, Budapest
- 2001 • Synergon Kortárs Galéria, Budapest
- 2007 • Arte Galéria és Aukciós Iroda, Budapest

### Csoportos
- 1969 • Szürenon I., Kassák Lajos Művelődési Ház, Budapest
- 1977-1978 • Népművészet-kortárs művészet, Debrecen, Budapest, Szolnok
- 1979 • Szürenon II., Kassák Lajos Művelődési Ház, Budapest
- 1982 • Hat magyar festő, Orly Sud, Párizs
- 1992 • Ősiség és modernség, Médium Galéria, Szombathely • Az idegen szép, Barcsay Terem, Budapest
- 1997 • Síkplasztikák, Vigadó Galéria, Budapest
- 1998 • Kollázs, Vigadó Galéria, Budapest
- 2004 • Kollázsok és síkplasztikák – A Magyar Festők Társasága kiállítása,[4] Körmendi Galéria – Belváros, Budapest

## Művei közgyűjteményekben
- Déri Múzeum, Debrecen
- Fővárosi Képtár, Budapest
- Herman Ottó Múzeum, Miskolc
- Szent István Király Múzeum, Székesfehérvár
- Janus Pannonius Múzeum Modern Magyar Képtár, Pécs
- Magyar Nemzeti Galéria, Budapest
- Winckelmann-Museum, Stendal, Németország
- Xántus János Múzeum, Győr

## Társasági tagság
- Magyar Képzőművészek Szövetsége
- Magyar Festők Társasága

## Díjak, elismerések
- A Magyar Köztársasági Érdemrend kiskeresztje (1995)
- Érdemes művész (1998)